# Marie-Anne Libert
Marie-Anne Libert (Malmedy, 7 aprile 1782 – Malmedy, 14 gennaio 1865) è stata una botanica e micologa belga.
È ricordata per essere stata una delle prime donne a occuparsi di tassonomia in micologia.

## Biografia
Marie-Anne nasce a Malmedy in una famiglia appartenente alla nobiltà. Sua madre si chiama Marie-Jeanne Bernardine Du Bois, suo padre Henri-Joseph Libert ed è sindaco di Malmedy. Secondo gli usi dell'epoca, da giovane viene inviata a studiare in un collegio situato nell'attuale Prüm, dove da subito prova di attitudini superiori alla media, in particolare nelle materie scientifiche e musicali. Al suo rientro a casa la ragazza si dedica all'osservazione della natura e in particolare delle piante. In famiglia si tramandava un decotto contro le infezioni polmonari frutto di un composto di piante selvatiche. Marie-Anne decide di studiare in modo più approfondito le piante che lo compongono e inizia a studiare un manuale di Rembert Dodoens diventando così un'appassionata di botanica.
La passione verso la botanica e lo studio della materia la trasformano in un'esperta del settore, tanto che nel 1810 Augustin Pyrame de Candolle chiede il suo aiuto per visitare e studiare le piante delle Hautes Fagnes e nel 1811 Alexandre Louis Simon Lejeune la cita nel suo libro Flore des environs de Spa ringraziandola per il prezioso aiuto fornito e cita anche la sua specializzazione nelle crittogame.
Nel 1820 pubblica su Annales Générales des Sciences Physiques la scoperta di 2 nuove epatiche che nomina Lejeunia in onore di Alexandre Louis Simon Lejeune. Nel 1836 durante il Congresso scientifico di Liegi fu nominata presidente della sezione di scienze naturali e nel 1862, al momento della creazione della Société royale de botanique de Belgique è l'unica donna ad essere ammessa, anche se solo con il titolo di membro associato. In quel momento vi erano 107 membri effettivi e 2 membri associati.
Scopre anche uno dei funghi che attaccano le foglie delle patate che prenderà il suo nome Botrytis vastatrix Libert.

## Riconoscimenti
- In Nuova Zelenda le hanno dedicato un genere di piante facenti parte della famiglia delle Iridaceae, le Libertia.[8]
- Il 19 agosto 1951 a Malmedy nasce una società naturalista a cui è stato dato il nome di Cercle Marie-Anne Libert.[9]
- Nel 1965 il Cercle Royal M-A Libert ha fatto posare una placca commemorativa sulla casa natale di Marie-Anne Libert.[10]

## Opere
- Flore des environs de Spa, A. L. S. Lejeune, Vol. 2. Duvivier (1811), Liège, p. 272–285.
- Mémoires sur des cryptogames observées aux environs de Malmedy (1826).
- Sur un genre nouveau d’Hépatiques, Lejeunia, Annales Générales des Sciences Physiques, vol. 6, 1820, p. 372–374.
- Plantae cryptogamicae quas in Arduenna, Vol. 1-4 (1830-1837)[11]